# Naüja
Naüja (en francès Nahuja) és una comuna de la Catalunya del Nord, a la comarca de l'Alta Cerdanya. Administrativament, pertany a l'Estat francès.

## Etimologia
Joan Coromines explica en el seu Onomasticon Cataloniae que el topònim Naüja, antigament, Anaüja, està format per dos ètims bascoides, ana- (terres pasturables) i -goia (amunt, que indica llocs elevats). La segona arrel es dona en tot de topònims cerdans, propers a Naüja, com Gorguja, Estaüja, Oluja...

## Geografia

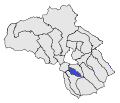
Naüja a l'Alta Cerdanya

### Localització i característiques generals
El terme comunal de Naüja, de 56.000 hectàrees d'extensió, és situat en plena plana cerdana, al sud del centre de la comarca de l'Alta Cerdanya. És un terme del tot envoltat per altres comunes cerdanes. En el sector sud-est del terme es troben els darrers contraforts dels Pirineus, en concret del Puigmal, que davallen cap a la plana cerdana.
El terme de Naüja és d'una forma allargassada irregular orientada de sud-est, la zona més alta, a nord-oest, la més plana, té el límit més septentrional que coincideix amb el traçat de la carretera N - 116 (Perpinyà - La Guingueta d'Ix). El terç nord de la comuna és absolutament pla, solcat d'est a oest per tres torrents que davallen de la zona de Santa Llocaia, de la carena que limita el costat de ponent de la vall del Segre. El poble de Naüja és en un extrem de la plana, arredossat entre els darrers contraforts que davallen dels Pirineus.
El punt més elevat de la comuna és a l'extrem sud-est, al triterme amb Oceja i Santa Llocaia, a 1.885,5 metres d'altitud, al Pla dels Llosers, mentre que el més baix és al nord-oest, a la llera del Rec de Nervols, a 1.191. El poble de Naüja es troba a 1.289,1.
Termes municipals limítrofs:
| La Guingueta d'Ix | Santa Llocaia |  |
|                   |               |  |
|                   | Oceja         |  |

.

### El poble de Naüja

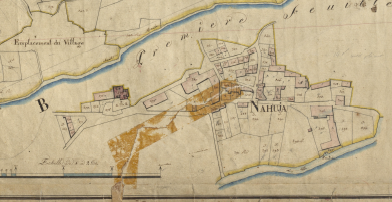
Naüja en el Cadastre Napoleònic del 1812 (Arxius Departamentals dels Pirineus Catalans)

El poble de Naüja està situat just al nord-oest del centre de la comuna; és un poble que es distribueix de forma allargassada amb la carretera D - 30a, que mor a l'extrem de llevant del poble, com a eix principal (Plaça de Sant Jaume - Carrer de les Piques - Carrer de Roc). El cementiri nou, una mica a ponent del poble, l'església parroquial de Sant Jaume, amb el cementiri vell al costat, i els edificis municipals són a la zona de ponent de Naüja, al peu de la carretera.

## Transports i comunicacions

### Carreteres
Al nord de la comuna de Naüja, fent un bon tram de termenal amb Santa Llocaia, circula la carretera N - 116, que enllaça Naüja amb la resta de la Cerdanya, el Conflent i el Capcir, i el Rosselló. Per aquesta carretera, aquest poble dista 80 quilòmetres de Perpinyà, 41 de Prada, 23 de Formiguera (a través de Montlluís, que és a 14 km), citant només els caps de les comarques nord-catalanes.
La D - 30 (La Guingueta d'Ix - Vallcebollera) travessa el racó nord-oest del terme de Naüja, entre la N - 116 i el poble d'Oceja, que és a 2,5 km, des d'on es va a Vallcebollera en 6 km; cap al nord, a través del terme de Santa Llocaia, Càldegues i Ur, va a la Guingueta d'Ix, a través de la N - 116. Una variant d'aquesta carretera, la D - 30a, mena al poble de Naüja en poc més d'un quilòmetre des de la D - 30.

### Ferrocarril
Tot i que sense tenir-hi estació pròpia (l'estació d'Oceja queda molt propera), la línia del Tren Groc travessa de banda a banda el nord de la comuna, en dos trams separats.

### Transport públic col·lectiu
Per Naüja passa la línia 260, que uneix Perpinyà amb la Cerdanya passant per Prada, fins on és directa des de la capital del Rosselló, Rià, Vilafranca de Conflent, Serdinyà, Oleta, Toès, Fontpedrosa, Fetges, Montlluís, Bolquera, Font-romeu, Èguet, Targasona, Angostrina, Vilanova de les Escaldes, Ur, Enveig, la Tor de Querol, la Cabanassa, Sallagosa, Er, Naüja, Oceja, la Guingueta d'Ix, Ur (fent un bucle a l'Alta Cerdanya), Enveig, la Tor de Querol, Porta i Portè. Aquesta línia circula de dilluns a dissabte amb quatre serveis diaris en direcció a la Cerdanya i cinc en direcció a Perpinyà, més un servei diari extra divendres i dissabte i tres serveis en cada direcció el diumenge. També hi funciona el Servei a la demanda, com a les altres comunes nord-catalanes.

## Activitats econòmiques
Naüja és de les comunes nord-catalanes menys afectades pels canvis econòmics derivats d'activitats relacionades amb el turisme, com és tan freqüent a la Cerdanya. Per tant, hi prevalen encara les activitats tradicionals, relacionades amb l'explotació de la terra. De les quasi dues-centes hectàrees dedicades a l'agricultura, més de cent trenta són dedicades a pastures i farratge; quasi quaranta es dediquen al conreu, sobretot blat, i només tres a collir hortalisses. Hi té molta importància la ramaderia, amb uns dos-cents caps de bestiar boví, unes quantes ovelles i una vintena d'equins.

## Història

### Edat mitjana
Dins del Comtat de Cerdanya, Naüja pertanyia als Urtx, súbdits del vescomte de Cerdanya; en concret, era en mans dels Naüja, una branca lateral dels Urtx. El 1122, el vescomte Ramon de Cerdanya i Arnau Bertran de Torrelles, de la família comtal cerdana, signaren un conveni per tal de repartir-se les possessions a Naüja (Anauga, en el document). Al cap de 55 anys, Arnau Bertran de Torrelles va vendre al rei Alfons I de Barcelona tots els drets que tenia al Vescomtat de Jóc, hereu del de Cerdanya, llevat del de Bernat de Naüja; tanmateix, 1183 aquest mateix rei hi autoritza la construcció d'una força; a partir de darreries de l'Edat Mitjana Naüja consta ja del tot sota domini reial directe.
Naüja és esmentat a les poesies del trobador Guillem de Berguedà.

### Edat Moderna
Al llarg de tota l'Edat Moderna, i fins a la caiguda de l'Antic Règim, Naüja fou sempre de domini reial.

## Demografia

### Demografia antiga
La població està expressada en nombre de focs (f) o d'habitants (h)
| 15 f | 6 f | 9 f | 5 f | 8 f | 18 f | 159 h | 26 f | 138 h | 31 f |

(Fonts: Pélissier, 1986.)

### Demografia contemporània
| Evolució de la població |      |      |      |      |      |      |      |      |
| 1793                    | 1800 | 1806 | 1821 | 1831 | 1836 | 1841 | 1846 | 1851 |
| 130                     | 48   | 81   | 94   | 146  | 164  | 148  | 161  | 150  |

| 1856 | 1861 | 1866 | 1872 | 1876 | 1881 | 1886 | 1891 | 1896 |
| ---- | ---- | ---- | ---- | ---- | ---- | ---- | ---- | ---- |
| 160  | 150  | 172  | 163  | 171  | 151  | 143  | 120  | 115  |

| 1901 | 1906 | 1911 | 1921 | 1926 | 1931 | 1936 | 1946 | 1954 |
| ---- | ---- | ---- | ---- | ---- | ---- | ---- | ---- | ---- |
| 109  | 128  | 140  | 96   | 100  | 102  | 91   | 63   | 71   |

| 1962 | 1968 | 1975 | 1982 | 1990 | 1999 | 2004 | 2009 | 2014 |
| ---- | ---- | ---- | ---- | ---- | ---- | ---- | ---- | ---- |
| 64   | 48   | 37   | 45   | 43   | 63   | 73   | 68   | 76   |

| 2016 |
| ---- |
| 76   |

Fonts: Ldh/EHESS/Cassini fins al 1999, després INSEE a partir deL 2004

### Evolució de la població

Població 1962-2008

## Administració i política

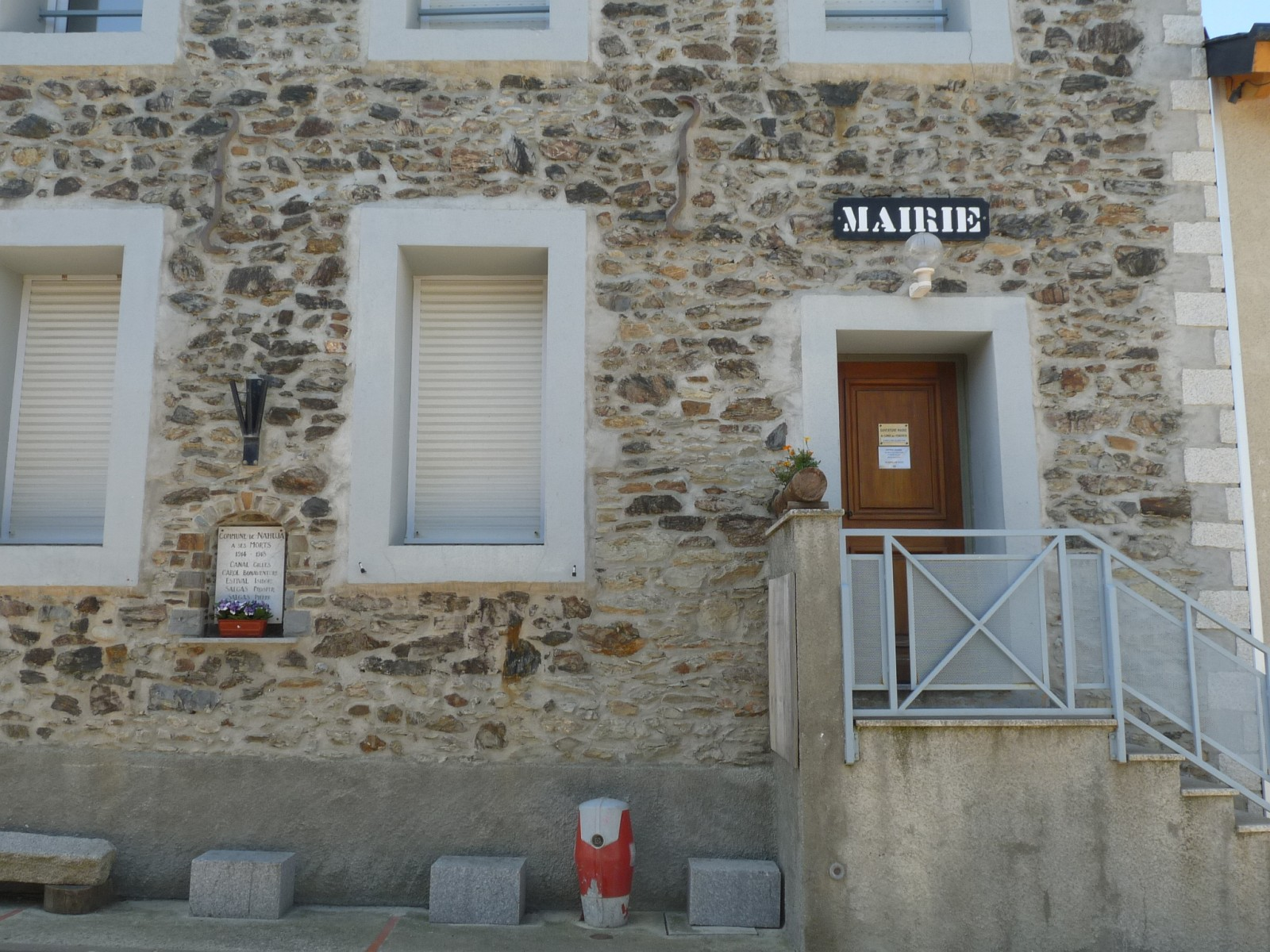
La Casa del Comú de Naüja

### Batlles
| Alcalde        | Període                       |
| -------------- | ----------------------------- |
| José Dominguez | Març del 2001 - Moment actual |

### Legislatura 2014 - 2020

#### Batlle
- Francine Maajoral batlle.

#### Adjunts al batlle[8]
- Louis	Ferras.

#### Consellers municipals
- Thérèse Aleix
- Véronique Pelissier
- Catherine	Doutres
- Laetitia Basso.

### Adscripció cantonal
Des de les eleccions cantonals del 2015, Naüja forma part del Cantó dels Pirineus Catalans.

### Serveis comunals mancomunats
Naüja pertany a la Comunitat de comunes Pirineus Cerdanya, amb capitalitat a Sallagosa, juntament amb Angostrina i Vilanova de les Escaldes, Dorres, Enveig, Èguet, Er, Estavar, la Guingueta d'Ix, Llo, Oceja, Palau de Cerdanya, Porta, Portè, Sallagosa, Santa Llocaia, Targasona, La Tor de Querol, Ur i Vallcebollera.

## Ensenyament i Cultura
A Naüja, a causa de la seva poca població, ja no hi ha cap establiment escolar, ni públic ni privat. L'antic edifici de l'escola acull avui dia el consistori local. Per als nivells de maternal i primària, els infants de Naüja poden anar a les escoles d'Oceja o de Palau de Cerdanya. Per als nivells superiors, poden cursar la secundària en el col·legi de secundària Cerdanya, de la Guingueta d'Ix, en el d'Oceja, La Perla Cerdana, o en el de Font-romeu, Odelló i Vià, El Bosc. El batxillerat, a la branca tècnica, en el liceu agrícola del Mas Blanc, privat, situat a la Guingueta d'Ix, on es pot estudiar el batxillerat professional de serveis a les persones i al territori. També a La Perla Cerdana, d'Oceja, o en el Liceu Climàtic i Esportiu Pierre de Coubertin, de Font-romeu.

## Llocs d'interès
- Església parroquial de Sant Jaume de Naüja